# Hans Hiltebrand
Hans Hiltebrand (Dielsdorf, 18 gennaio 1945) è un ex bobbista svizzero.

## Biografia
Viene ricordato come vincitore di una medaglia d'argento nella sua disciplina, vittoria avvenuta ai campionati mondiali del 1981 (edizione tenutasi a Cortina d'Ampezzo, Italia) insieme ai connazionali Kurt Poletti, Franz Weinberger e Franz Isenegger
Nell'edizione l'oro andò alla Germania, il bronzo all'altra nazionale svizzera. L'anno successivo ai mondiali del 1982 vinse un'altra medaglia d'argento nel bob a due e sempre nel bob a due ottenne anche una medaglia d'oro nell'edizione del 1977. Tuttavia il suo anno migliore fu il 1987 dove vinse un oro nel bob a quattro e un argento nel bob a due.